# 复活堂 (卡托维兹)

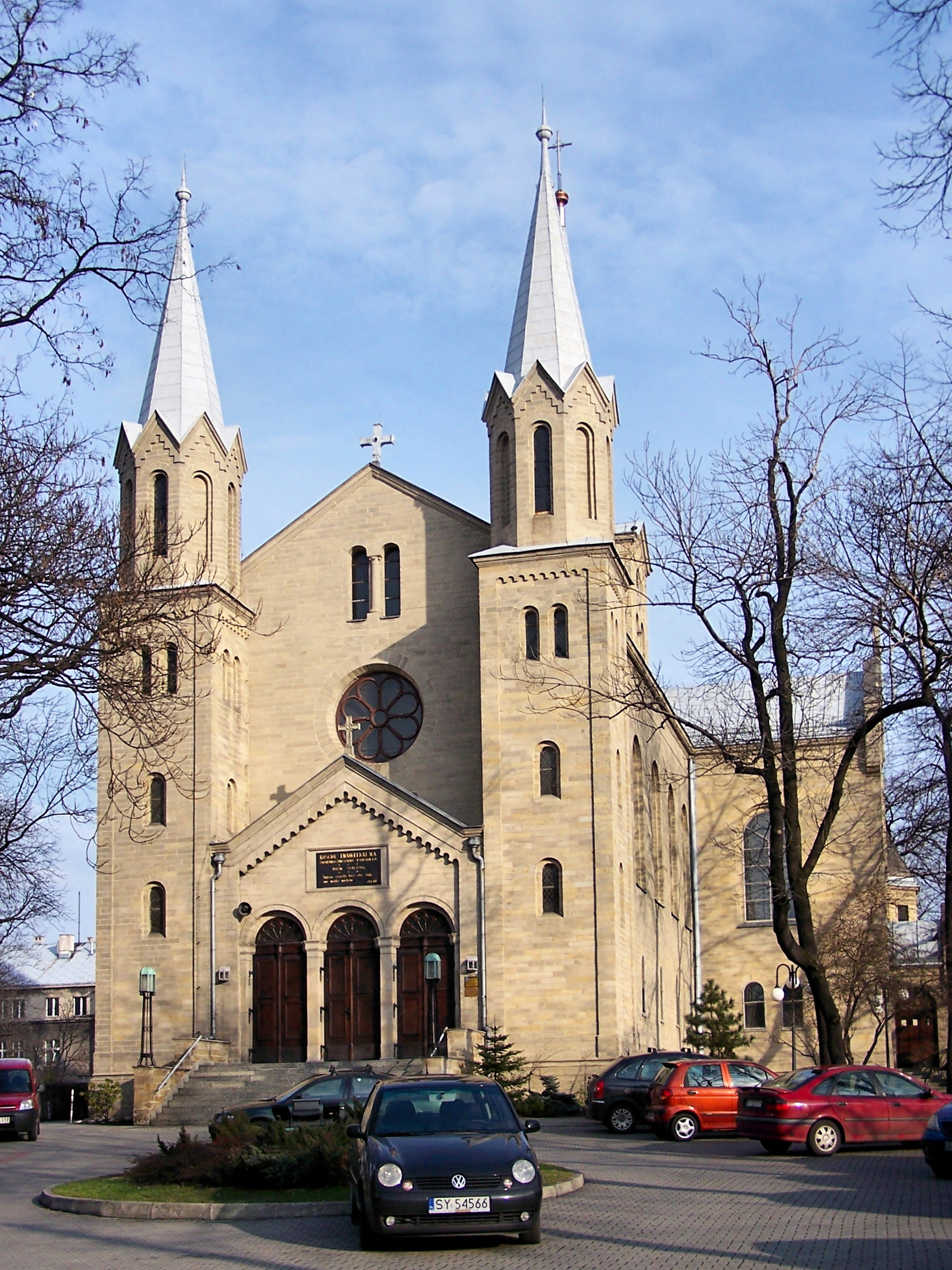
卡托维兹复活堂

50°15′32″N 19°01′37″E / 50.25889°N 19.02694°E
复活堂（波蘭語：Kościół Zmartwychwstania Pańskiego w Katowicach）是一座波兰福音教会的教堂，新罗马式建筑风格，位于波兰卡托维兹Śródmieście区的华沙街（ul. Warszawskiej）18号。该堂建于1856–1858年，是卡托维兹第一座石砌教堂。